# Bathyphantes umiatus
Bathyphantes umiatus är en spindelart som beskrevs av Ivie 1969. Bathyphantes umiatus ingår i släktet Bathyphantes och familjen täckvävarspindlar.
Artens utbredningsområde är Alaska. Inga underarter finns listade.